# Liste der Stolpersteine in Oslo-Süd

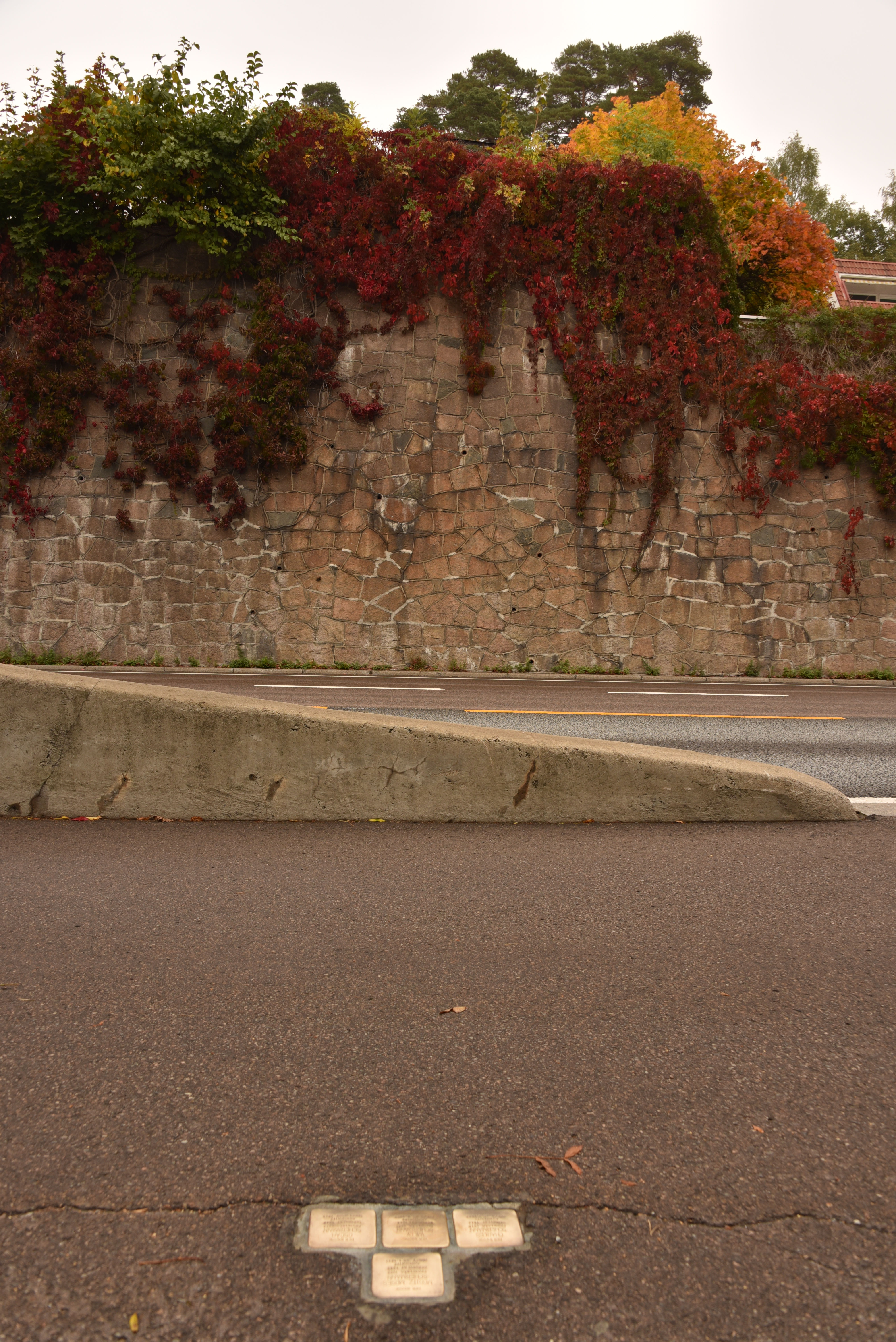
Stolpersteine in Oslo-Nordstrand

Die Liste der Stolpersteine in Oslo-Süd listet alle Stolpersteine im Stadtteil (Bydel) Nordstrand auf, einem der drei südlichen Bezirke der norwegischen Hauptstadt Oslo. In den anderen beiden Bezirken von Oslo-Süd wurden bislang noch keine Stolpersteine verlegt. Stolpersteine erinnern an das Schicksal der Menschen, die von den Nationalsozialisten ermordet, deportiert, vertrieben oder in den Suizid getrieben wurden. Die Stolpersteine wurden vom deutschen Künstler Gunter Demnig konzipiert und werden zumeist von ihm selbst verlegt. Im Regelfall liegen die Stolpersteine vor dem letzten selbstgewählten Wohnort des Opfers. Stolpersteine werden auf Norwegisch snublesteiner genannt.
Alle Stolpersteine dieses Stadtteils sind jüdischen Opfern gewidmet. Die ersten Verlegungen in Oslo fanden im Jahr 2010 statt.

## Holocaust in Norwegen

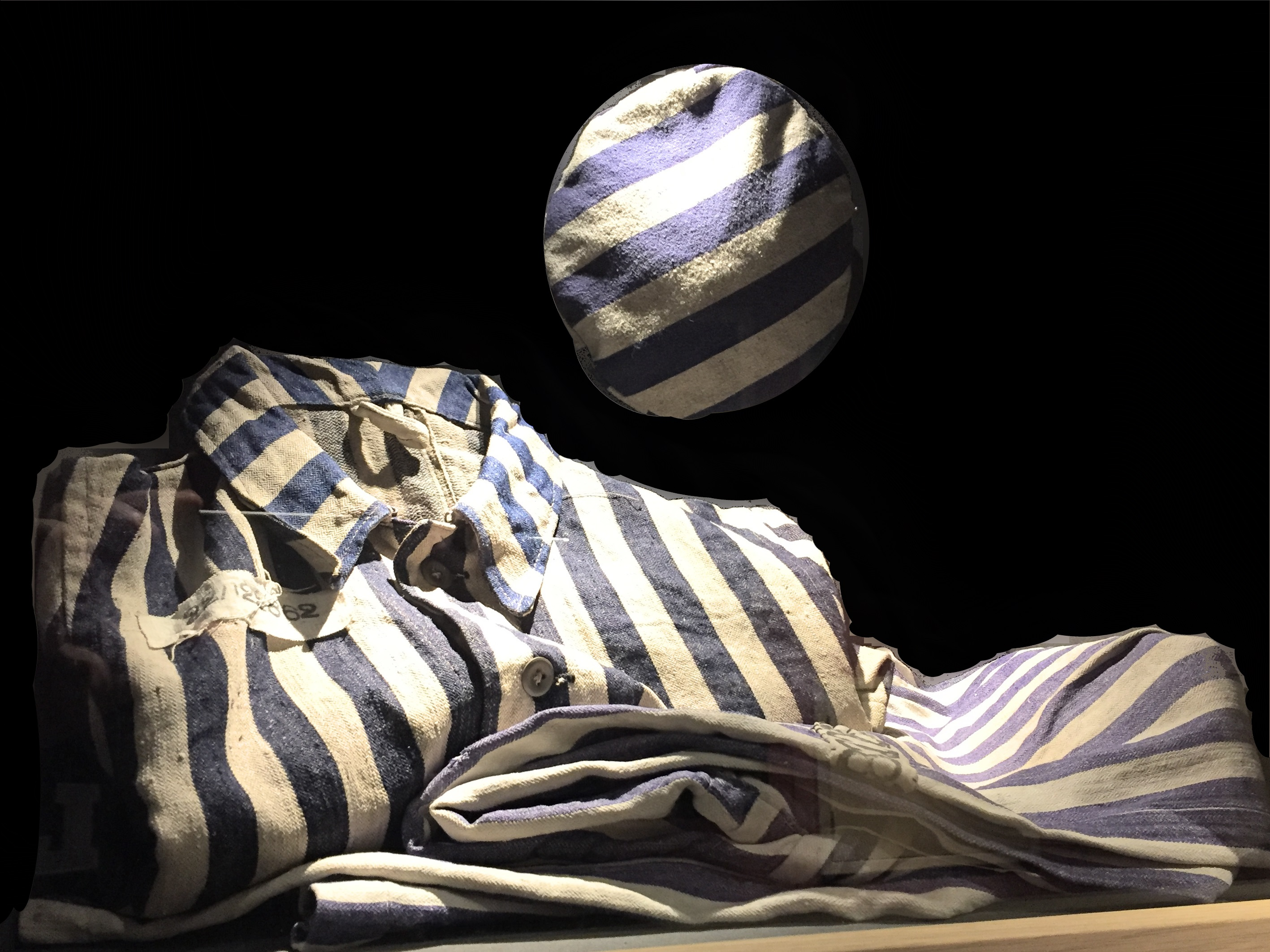
Häftlingsuniform von Samuel Steinmann im KZ Buchenwald, 1945, Jødisk Museum, Oslo

Norwegen war von 9. April 1940 bis 8. Mai 1945 von deutschen Truppen besetzt. Damals befanden sich rund 2.100 jüdische Norweger und Flüchtlinge aus Mitteleuropa im Land. Von diesen konnten sich rund tausend Personen ins neutrale und nicht besetzte Schweden retten. Unmittelbar nach dem Einmarsch deutscher Truppen begannen Hetzkampagnen gegen Juden und die Arisierung in Norwegen. Den Juden im Land wurde Schritt für Schritt all ihr Hab und Gut geraubt. Im Spätherbst 1942 erfolgten die ersten Massenverhaftungen. Am 26. November 1942 wurden von norwegischer Polizei und Gestapo 532 norwegische Juden (302 Männer, 188 Frauen und 42 Kinder) der SS übergeben. Sie gelangten mit einem Frachtschiff der Norddeutschen Lloyd, der Donau, nach Stettin und wurden von dort in das KZ Auschwitz-Birkenau deportiert. 346 von ihnen, darunter alle Frauen und Kinder, wurden unmittelbar nach der Ankunft am 1. Dezember 1942 in den Gaskammern ermordet. 186 Männer überstanden die Selektion und bekamen die Nummern 79064 bis 79249 eintätowiert. Nur neun von ihnen konnten die Shoah überleben. Am 25. Februar wurden weitere 158 Juden mit der Gotenland nach Stettin verschifft und über Berlin nach Auschwitz gebracht. 28 Männer wurden als arbeitsfähig eingestuft, die anderen sofort ermordet. Dies geschah am 3. März 1943.

## Stolpersteine in Oslo-Süd

### Nordstrand
Bis Ende 2019 wurden in Nordstrand zehn Stolpersteine an drei Adressen verlegt.
| Stolperstein | Übersetzung                                                                                                   | Standort            | Name, Leben |
| ------------ | --- | ------------------- | --- |
|              | HIER WOHNTE LIEBALI LIV HIRSCH GEBOREN 1922 DEPORTIERT 1942 AUSCHWITZ GETÖTET 1.12.1942                       | Oberst Rodes vei 86 | Liebali Liv Hirsch wurde am 21. April 1922 in Oslo geboren. Ihre Eltern waren Fillip Hirsch (geboren 1888) und Charlotte, geborene Rothenberg (geboren 1888). Sie absolvierte die Mittel- und Handelsschule und arbeitete dann in einem Büro. Sie lebte allein. Verwandte versuchten Hirsch zu warnen, sie zu überreden nach Schweden zu kommen, doch sie fühlte sich als Norwegerin, als die sie sich sah, sicher. Einen Tag nach dieser Warnung, am 26. November 1942, wurde sie verhaftet und nach Akershuskai transportiert und von dort mit dem Frachtschiff Donau nach Stettin. Am 1. Dezember 1942 kam sie im Vernichtungslager Auschwitz an. Liebali Liv Hirsch wurde direkt nach der Ankunft in einer Gaskammer ermordet. Ihr Vater flüchtete bereits am 16. November 1942 nach Schweden, ihre Mutter war ebenfalls verhaftet worden, kam aber in ein Krankenhaus und floh auch nach Schweden, wo sie im Mai 1943 ankam. |
|              | HIER WOHNTE ELIAS PLAVNIK GEBOREN 1915 DEPORTIERT 1942 AUSCHWITZ GETÖTET 23.3.1943                            | Solveien 112        | Elias Plavnik wurde am 14. August 1915 in Oslo geboren. Er war der Sohn des aus Kaunas stammenden Salomon Plavnik (geboren 1882) und dessen ebenfalls aus Litauen stammenden Ehefrau Rosa, geborene Lahn (geboren 1888). Er hatte drei Geschwister, Sonja (geboren 1910, später verheiratete Meirowitz), Josef (geboren 1912) und Oscar (geboren 1919). Plavnik schloss die Handelsschule ab und arbeitete danach als Spediteur. 1934 starb seine Mutter. Der Verhaftungswelle am 26. Oktober 1942 konnte er entkommen, doch aus Sorge um seine Familienmitglieder meldete er sich. Am 30. Oktober 1942 wurde er in das Gefangenenlager Berg nahe Tønsberg gebracht. Am 26. November 1942 wurde er zusammen mit seinem Bruder Oscar und seinem Vater mit dem Frachtschiff Donau nach Stettin und von dort in das Vernichtungslager Auschwitz deportiert. Elias Plavnik wurde dort zur Zwangsarbeit eingeteilt, er verlor am 23. März 1943 sein Leben. Sein Vater wurde direkt nach der Ankunft in Auschwitz in einer Gaskammer ermordet. Sein Bruder wurde ebenfalls zur Zwangsarbeit eingeteilt und verlor im Februar 1943 sein Leben. Seinen zwei anderen Geschwistern und seiner Stiefmutter Sara Lea, geborene Schidorsky, gelang die Flucht nach Schweden. |
|              | HIER WOHNTE OSCAR PLAVNIK GEBOREN 1919 DEPORTIERT 1942 AUSCHWITZ GETÖTET 5.2.1943                             | Solveien 112        | Oskar Plavnik wurde am 25. Januar 1919 in Oslo geboren. Er war der jüngste Sohn des aus Kaunas stammenden Salomon Plavnik (geboren 1882) und dessen ebenfalls aus Litauen stammenden Ehefrau Rosa, geborene Lahn (geboren 1888). Er hatte drei Geschwister, Sonja (geboren 1910), Josef (geboren 1912) und Elias (geboren 1915). Er schloss die Handelsschule ab und war ausgebildeter Textilschneider. Seine Mutter starb 1934. Er versuchte mit einem Freund nach Schweden zu fliehen, doch wurde im Herbst 1942 während der Flucht verhaftet. Er wurde in das Gefangenenlager Berg nahe Tønsberg gebracht. Am 26. November 1942 wurde er zusammen mit seinem Bruder Elias und seinem Vater mit dem Frachtschiff Donau nach Stettin und von dort in das Vernichtungslager Auschwitz deportiert. Er wurde zur Zwangsarbeit eingeteilt. Er erlitt Erfrierungen an seinen Händen und wurde er in die Krankenbaracke gebracht. Oscar Plavnik wurde von dort am 5. Februar 1943 in eine Gaskammer geschickt und ermordet. Sein Vater wurde direkt nach der Ankunft in Auschwitz in einer Gaskammer ermordet. Sein Bruder wurde ebenfalls zur Zwangsarbeit eingeteilt und verlor im März 1943 sein Leben. Seinen zwei anderen Geschwistern gelang die Flucht nach Schweden. |
|              | HIER WOHNTE SALOMON LEIBA PLAVNIK GEBOREN 1882 DEPORTIERT 1942 AUSCHWITZ GETÖTET 1.12.1942                    | Solveien 112        | Salomon Leiba Plavnik wurde am 18. Januar 1882 in Kaunas, Litauen geboren. Er hatte zumindest eine Schwester. Während des Russisch-Japanischen Krieges kämpfte er in der russischen Armee. Dabei lernte er Salomon Steinmann (1882–1973) kennen. Dieser heiratete seine Schwester und sie flohen gemeinsam nach Schweden und dann weiter nach Norwegen, wo sie 1910 ankamen. Er heiratete die ebenfalls aus Litauen stammende Rosa Lahn (geboren 1888). Das Paar bekam vier Kinder: Sonja (geboren 1910), Josef (geboren 1912), Elias (geboren 1915) und Oscar (geboren 1919). Im Jahr 1912 gründeten Plavnik und Steinmann in Oslo (damals noch Kristiana) ein Unternehmen, Dressmagasinet. Die Geschäfte liefen erfolgreich, sie beschäftigten 60 Mitarbeiter. Salomon Plavnik bekam 1913 einen Handelsbrief. Seine Frau verstarb 1934. In zweiter Ehe war er mit der aus Stockholm stammenden Sara Lea, geborene Schidorsky (geboren 1894), verheiratet. Am 25. November 1942, Salomon Plavnik befand sich im Krankenhaus, wurde er verhaftet und am nächsten Tag zusammen mit seinen Söhnen Elias und Oscar mit dem Frachtschiff Donau nach Stettin und von dort in das Vernichtungslager Auschwitz deportiert. Der Transport langte am 1. Dezember 1942 ein. Salomon Leiba Plavnik wurde sofort nach der Ankunft in einer Gaskammer ermordet. Dressmagasinet wurde vom Liquidationsausschuss beschlagnahmt und 1943 übernahm der Direktor des Ausschusses, Ludwig Svinndal, das Geschäft. Salomon Plavniks Söhne wurden in Auschwitz zur Zwangsarbeit eingeteilt, beide wurden 1943 ermordet. Seine Frau Sara und seine zwei anderen Kinder konnten nach Schweden fliehen. |
|              | HIER WOHNTE CHARLES SCHERMANN GEBOREN 1915 DEPORTIERT 1942 AUSCHWITZ GETÖTET 15.2.1943                        | Mosseveien 203      | Charles Schermann wurde am 31. Dezember 1915 in Oslo geboren. Er war der älteste Sohn des aus Estland stammenden Moritz Moses Schermann (geboren 1889) und dessen Frau Marie, geborene Lahn, die 1890 in Litauen geboren wurde. Er hatte vier Brüder: Elias (geboren 1917), Willy (geboren 1918), Oskar (geboren 1925) und Arnold (geboren 1930). Schermann arbeitete als Angestellter. Im Sommer 1941 erfolgte seine erste Festnahme, er wurde drei Wochen später wieder frei gelassen. Am 23. Oktober 1942 wurde er erneut verhaftet. Am 26. November 1942 wurde er zusammen mit seinem Bruder Oskar und seinem Vater mit dem Frachtschiff Donau nach Stettin und von dort in das Vernichtungslager Auschwitz deportiert. Alle drei bekamen eine Nummer und mussten Zwangsarbeit leisten. Charles Schermann überlebte die Lagerbedingungen nur wenige Wochen, er verlor sein Leben am 15. Februar 1943. Sein Vater und sein Bruder Oskar überlebten ebenfalls nicht. Sein Bruder Willy wurde später nach Auschwitz deportiert und am 20. August 1943 hingerichtet. Seine Mutter und seine zwei anderen Brüder flüchteten nach Schweden und überlebten. |
|              | HIER WOHNTE MORITZ MOSES SCHERMANN GEBOREN 1889 DEPORTIERT 1942 AUSCHWITZ GETÖTET 20.1.1943                   | Mosseveien 203      | Moritz Moses Schermann wurde am 28. Dezember 1889 in Dorpat, Estland, geboren. Er war verheiratet mit der aus Klikol, Litauen, stammenden Marie, geborene Lahn (geboren 1890). 1913 kam das Paar nach Oslo, sie wurden Eltern von fünf Söhnen: Charles (geboren 1915), Elias (geboren 1917), Willy (geboren 1918), Oskar (geboren 1925) und Arnold (geboren 1930). Moritz Schermann war Angestellter. Im Sommer 1941 erfolgte seine erste Festnahme, er wurde drei Wochen später wieder frei gelassen. Am 23. Oktober 1942 wurde er erneut verhaftet. Am 26. November 1942 wurde er zusammen mit zweien seiner Söhne mit dem Frachtschiff Donau nach Stettin und von dort in das Vernichtungslager Auschwitz deportiert. Alle drei bekamen eine Nummer und mussten Zwangsarbeit leisten. Moritz Moses Schermann verlor am 20. Januar 1943 sein Leben in Auschwitz. Seine Söhne Charles, Oskar und Willy haben Auschwitz auch nicht überlebt. Seiner Frau und seinen beiden anderen Söhnen gelang die Flucht nach Schweden. |
|              | HIER WOHNTE OSCAR SCHERMANN GEBOREN 1925 DEPORTIERT 1942 AUSCHWITZ GETÖTET MÄRZ 1943                          | Mosseveien 203      | Oskar Schermann wurde am 19. Januar 1925 in Oslo geboren. Seine Eltern waren der aus Estland stammenden Moritz Moses Schermann (geboren 1889) und dessen Frau Marie, geborene Lahn, die 1890 in Litauen geboren wurde. Er hatte vier Brüder: Charles (geboren 1915), Elias (geboren 1917), Willy (geboren 1918) und Arnold (geboren 1930). Oskar Schermann war als Wache in einer Buchhandlung beschäftigt. Am 23. Oktober 1942 wurde er am Arbeitsplatz verhaftet und am 26. November 1942 wurde er zusammen mit seinem Bruder Charles und seinem Vater mit dem Frachtschiff Donau nach Stettin und von dort in das Vernichtungslager Auschwitz deportiert. Alle drei bekamen eine Nummer und mussten Zwangsarbeit leisten. Oskar Schermann verlor dort im März 1943 sein Leben. Sein Vater und seine Brüder Charles und Willy haben Auschwitz ebenfalls nicht überlebt. Seine Mutter und seinen anderen Brüdern gelang die Flucht nach Schweden. |
|              | HIER WOHNTE WILLY SCHERMANN GEBOREN 1918 DEPORTIERT 1943 AUSCHWITZ GETÖTET 20.8.1943                          | Mosseveien 203      | Willy Schermann wurde am 14. November 1918 in Oslo geboren. Seine Eltern waren der aus Estland stammenden Moritz Moses Schermann (geboren 1889) und dessen Frau Marie, geborene Lahn, die 1890 in Litauen geboren wurde. Er hatte vier Brüder: Charles (geboren 1915), Elias (geboren 1917), Oskar (geboren 1925) und Arnold (geboren 1930). Willy Schermann war von Beruf Schneider. Am 22. Oktober 1942 versucht er mit dem Zug nach Schweden zu flüchten. Mit ihm befanden sich Herman Feldmann, sieben weitere Männer jüdischen Glaubens und eine Nichtjüdin sowie zwei Helfer, die sie über die Grenze bringen sollten. Willy Schermann und sein Freund Hermann Feldmann befanden sich mit einem der Helfer in einem Abteil. Als es zu einer Grenzkontrolle kam, erschoss der Helfer in Panik einen Polizisten. Alle drei sprangen aus dem Zug und versteckten sich an verschiedenen Orten. Willy Schermann versteckte sich in einem Keller, versuchte sich mit einer Glasscherbe die Pulsadern aufzuschneiden, der Selbstmordversuch misslang und er wurde am nächsten Tag gefunden. Sein Freund Feldmann wurde ebenfalls gefasst, beider wurden 4 Monate inhaftiert und gefoltert. Am 25. Februar 1943 wurden beide nach Göteborg überstellt und von dort nach Auschwitz deportiert. Willy Schermann und sein Freund Hermann Feldmann wurden dort am 20. August 1943 hingerichtet. Sein Vater Moritz und seine Brüder Charles und Oskar waren vor ihm nach Auschwitz deportiert worden und lebten schon nicht mehr, als er dort eintraf. |
|              | HIER WOHNTE HARRY STEINMANN GEBOREN 1920 DEPORTIERT 1942 AUSCHWITZ GETÖTET JANUAR 1943                        | Solveien 112        | Harry Steinmann wurde am 10. Januar 1920 in Oslo geboren. Er war der Sohn des aus Kaunas stammenden Salomon Steinmann und der aus Plavnik stammenden Mina, geborene Plavnik (geboren 1885). Er hatte vier Geschwister, seine Mutter starb, als er zehn Jahre alt war. Harry Steinmann besuchte das Handelsgymnasium und arbeitete dann im Familienunternehmen Dressmagasinet, dass sein Vater und sein Onkel gemeinsam gegründet hatten. Gemeinsam mit seinem Cousin Oscar Plavnik versuchte er nach Schweden zu fliehen, in Hønefoss wurde er festgenommen und am 27. Oktober 1942 in das Internierungslager Berg in der Nähe von Tønsberg gebracht. Am 26. November 1942 wurde er zusammen mit seinem Bruder Samuel mit dem Frachtschiff Donau nach Stettin und von dort in das Vernichtungslager Auschwitz deportiert. Er bekam eine Nummer eintätowiert und wurde zur Zwangsarbeit eingeteilt. Er hatte dabei einen Unfall und kam in die Krankenbaracke. Harry Steinmann erholte sich nicht schnell genug, im Januar 1943 wurde er in einer Gaskammer ermordet. Sein Bruder Samuel (1923–2015) war einer der wenigen norwegischen Juden, die die Todeslager und Todesmärsche überlebten. Sein Bruder Karl heiratete schon vor dem Krieg nach Stockholm und überlebte auch, sein Vater und seine Schwestern konnten nach Schweden fliehen. |
|              | HIER WOHNTE SAMUEL LEON STEINMANN GEBOREN 1923 DEPORTIERT 1942 AUSCHWITZ TODESMARSCH 1945 BUCHENWALD ÜBERLEBT | Solveien 112        | Samuel Leon Steinmann wurde am 24. August 1923 geboren. Er war der jüngste Sohn des aus Kaunas stammenden Salomon Steinmann und der aus Plavnik stammenden Mina, geborene Plavnik (geboren 1885). Er hatte vier Geschwister. Seine Mutter starb, als er noch ein Kind war. Sein Vater und sein Onkel waren Inhaber von Dressmagasinet. Er besuchte das Gymnasium und war noch Schüler, als er im Oktober 1942 verhaftet und in das Internierungslager Berg in der Nähe von Tønsberg gebracht wurde. Am 26. November 1942 wurde er zusammen mit seinem Bruder Harry mit dem Frachtschiff Donau nach Stettin und von dort in das Vernichtungslager Auschwitz deportiert. Er bekam eine Nummer eintätowiert und wurde zur Zwangsarbeit eingeteilt. Samuel Steinmann musste Fenster reinigen und wurde dann in Monowitz zum Krankenhausdienst eingesetzt Samuel wurde zur Fensterreinigung und später zum Dienst im Krankenbau in Monowitz versetzt. Im Januar 1945 wurden die Häftlinge auf einen Todesmarsch geschickt, da die Rote Armee anrückte. Im KZ Buchenwald endete der Marsch. Am 30, Mai 1945 kehrte er als einer der wenigen Überlebenden norwegischen Juden nach Oslo zurück. 2012 wurde er mit der Kongens fortjenstmedalje in Gold ausgezeichnet. Am 30. Mai 2015 starb er. Er war der letzte Überlebende der aus Norwegen deportierten Juden. |

### Søndre Nordstrand
Keine Verlegungen bis August 2021.

### Østensjø
Keine Verlegungen bis August 2021.